# Heritable Jurisdictions (Scotland) Act 1746
Der Heritable Jurisdictions (Scotland) Act 1746 (deutsch Gesetz über erbliche Gerichtsbarkeit (Schottland) 1746) oder der Sheriffs Act 1747 (deutsch: Sheriffsgesetz von 1747) war ein Act of Parliament, welcher nach dem Jakobitenaufstand von 1745 in Kraft trat und die erbliche Rechtsprechungsbefugnis in Schottland abschaffte. Diese waren eine bedeutende Quelle der Macht, besonders für Clan Chiefs, da es ihnen ein großes Maß an Kontrolle über ihre Pächter gab.
Die Position des Sheriff-Principal gab es seit dem 13. Jahrhundert und existierte immer noch im modernen Schottland. Diese wurden durch die Krone ernannt. Über die Jahrhunderte wurde das Amt erblich, die Inhaber ernannten Juristen als Stellvertreter, um die Arbeit zu erledigen. Dieses Gesetz übergab dieses Recht wieder zurück an die Krone. Dadurch, dass Artikel XX des Act of Union 1707 diese Vorrechte als Besitz ansah, wurde auf Antrag Entschädigung an die enteigneten Rechteinhaber gezahlt. Das Gesetz erhielt am 17. Juni 1747 die königliche Zustimmung, ist aber nach der damaligen Konvention auf das Jahr 1746 datiert. Diese sah vor, Gesetze dem Jahr zuzuordnen, in dem das Parlament seine Sitzungen aufnahm.

## Zweck

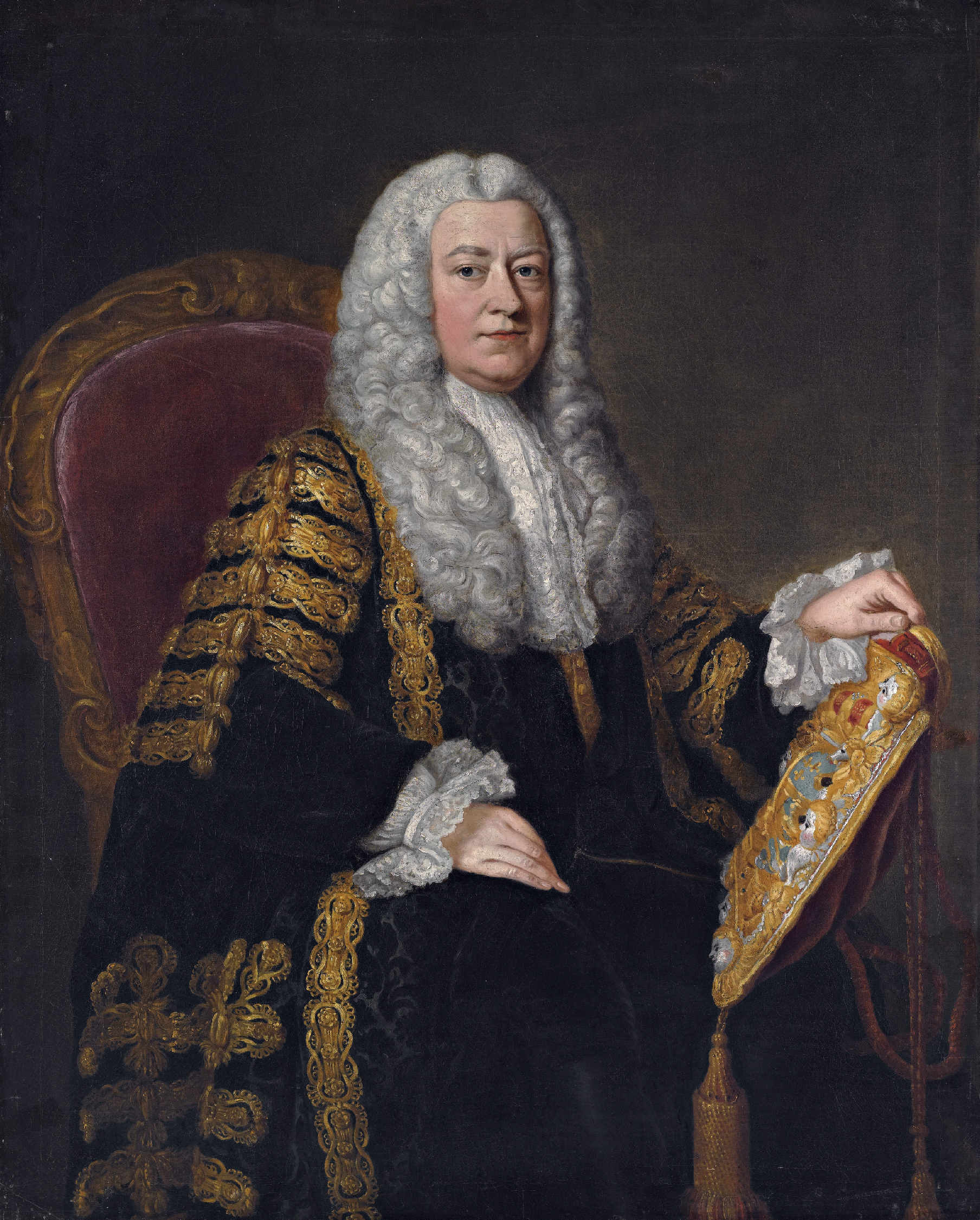
Philip Yorke, 1. Earl of Hardwicke (1690–1764), der das Gesetz verfasste.

Der lange Titel des Gesetzes, der die Zielsetzung und Absicht darlegt, lautet:

„An Act for taking away and abolishing the Heretable Jurisdictions in Scotland; and for making Satisfaction to the Proprietors thereof; and for restoring such Jurisdictions to the Crown; and for making more effectual Provision for the Administration of Justice throughout that Part of the United Kingdom, by the King’s Courts and Judges there; ... and for rendering the Union of the Two Kingdoms more complete.
For remedying the inconveniences that have arisen and may arise from the multiplicity and extent of heretable jurisdictions in Scotland, for making satisfaction to the proprietors thereof, for restoring to the crown the powers of jurisdiction originally and properly belonging thereto, according to the constitution, and for extending the influence, benefit, and protection of the King’s laws and courts of justice to all his Majesty’s subjects in Scotland, and for rendering the union more complete.“

„Ein Gesetz zur Aufhebung und Abschaffung der erblichen Gerichtsbarkeiten in Schottland; zur Befriedigung der Eigentümer derselben; zur Wiederherstellung dieser Gerichtsbarkeiten an die Krone; zur Schaffung wirksamerer Vorkehrungen für die Rechtspflege in diesem Teil des Vereinigten Königreichs durch die dortigen Gerichte und Richter des Königs; ... und zur Vervollständigung der Union der beiden Königreiche.
Zur Behebung der Unannehmlichkeiten, die aus der Vielzahl und dem Ausmaß der erblichen Gerichtsbarkeiten in Schottland entstanden sind und entstehen können, zur Befriedigung der Eigentümer derselben, zur Wiederherstellung der ihr gemäß der Verfassung ursprünglich und rechtmäßig zustehenden Gerichtsbarkeitsbefugnisse an die Krone und zur Ausweitung des Einflusses, Nutzens und Schutzes der Gesetze und Gerichtshöfe des Königs auf alle Untertanen seiner Majestät in Schottland und zur Vervollständigung der Union.“

## Geschichte

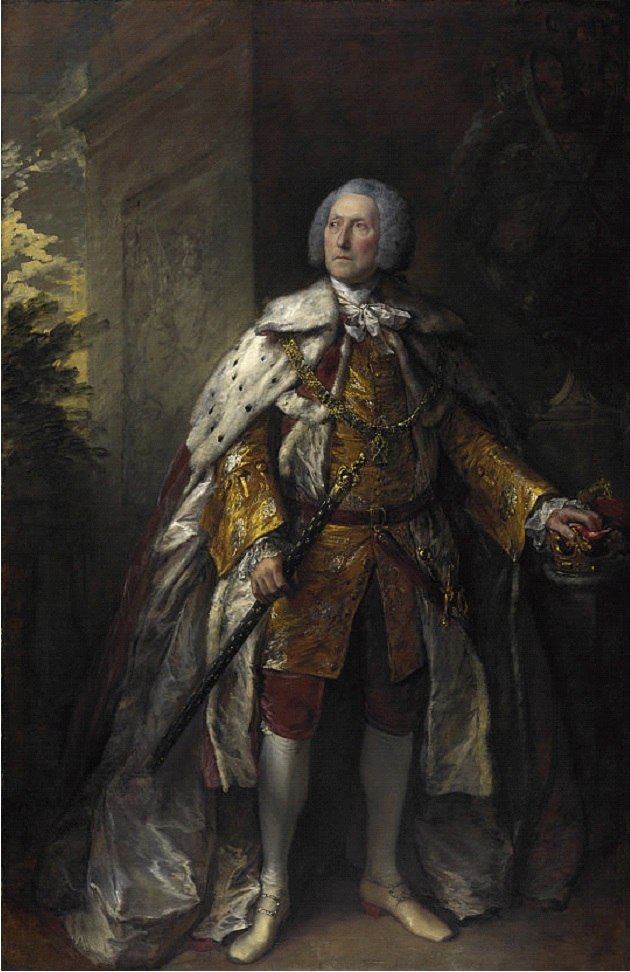
John Campbell, 4. Duke of Argyll (1693–1770), bekam £25.000 Entschädigung

Dieses Gesetz war eine von mehreren Maßnahmen, die nach der Niederlage des Jakobitenaufstands von 1745 ergriffen wurden, um die traditionellen Recht von Clan Chiefs zu schwächen. Andere waren beispielsweise der Dress Act 1746 und der Act of Proscription 1746.
Diese Recht beschränkten sich nicht nur auf Clan Chiefs, sondern waren in Schottland weit verbreitet. Es gab frühere Versuche, diese einzuschränken oder abzuschaffen. So wurde beispielsweise den Rechteinhabern durch das Church of Scotland Settlement von 1692 das Recht entzogen, Pfarrer für ihre eigenen Gemeinden zu ernennen.
Viele blieben bestehen, eine der bedeutendsten war die Kontrolle über die 33 Sheriffs, die das schottische Gerichtssystem leiteten. 1745 wurde lediglich acht von diesen durch die Krone ernannt. Drei wurden auf Lebenszeit ernannt, die restlichen Positionen waren erblich. Die Besitzer dieser Positionen beschäftigten professionelle Juristen, die als Ersatz-Sheriffs (Sheriff-Substitutes oder Deputes) bekannt waren und die als Einkommen einen Prozentsatz der verhängten Geldstrafen erhielten.

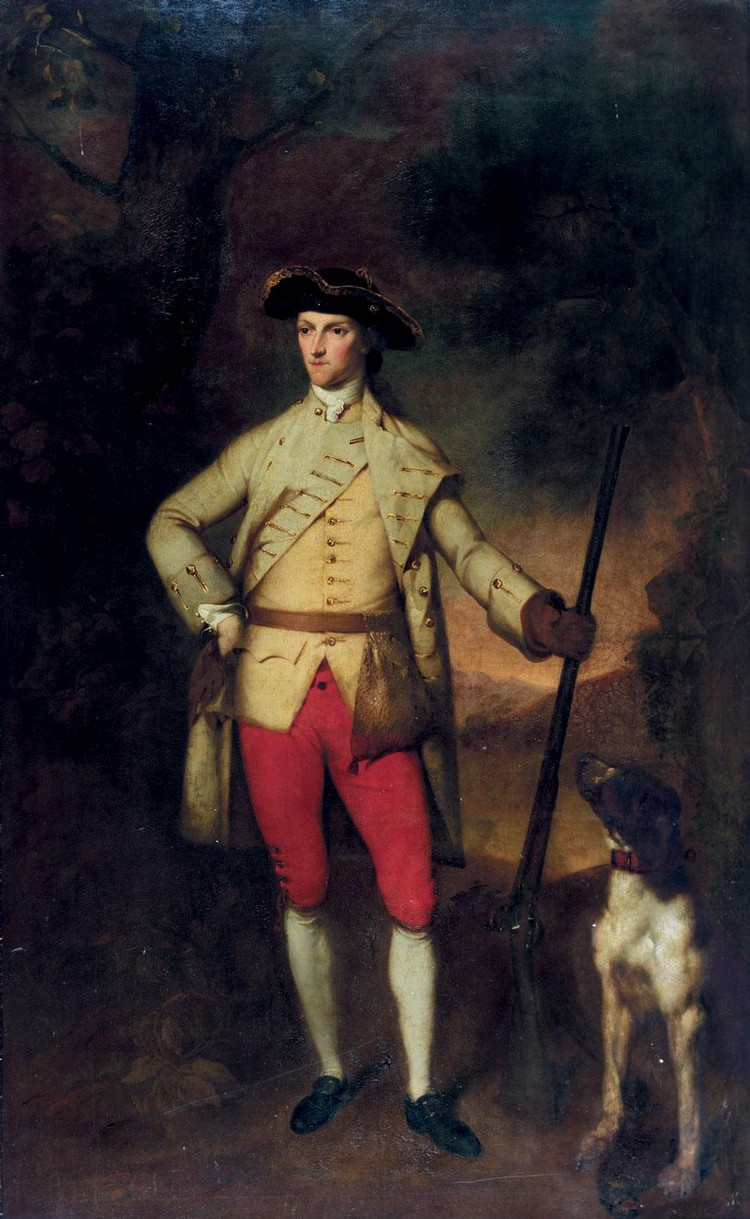
James Hamilton, 6. Duke of Hamilton (1724–1758), bekam £38.000 Entschädigung

Das Gesetz gab der Krone das Recht über die Ernennung von Sheriffs, die Rolle des Justiziars wurde auf den High Court of Justiciary übertragen. Da diese als privates Eigentum nach Artikel XX des Act of Union 1707 angesehen wurde, wurden die Eigentümer entschädigt. Jakobiten wurden davon ausgeschlossen.
Insgesamt £152.000 wurden als Entschädigung ausgezahlt. Die zwei größten Auszahlungen wurde mit £38.000 an den Duke of Hamilton und £25.000 an den Duke of Argyll getätigt. Ein weiterer Empfänger war Sir Andrew Agnew, erblicher Sheriff von Wigtownshire, der £4.000 in Anerkennung seiner Unterstützung für die Regierung im Jahr 1745 erhielt.
Lord Hardwicke war ein Befürworter des Gesetzes. Er argumentierte, es sei notwendig, dass die Krone die Kontrolle über diese Rechte habe. Lord Hardwicke begründete es wie folgt: „das Volk wird denen folgen, die die Macht haben, es zu beschützen oder zu verletzen“. Deswegen sei es für die Minister eines konstitutionellen Monarchen zwingend, solche Machtbefugnisse aus dem Privatbesitz zu entfernen. Darauf zitierte Argyll Montesquieu zur Unterstützung seines Arguments, dass mehrere Gerichtsbarkeiten eine Kontrolle der Krone und damit eine Verteidigung der Freiheit seien.
Da Argyll einer der Hauptbegünstigten war, diente seine Intervention nur dazu, Hardwicke zu ermöglichen, den veralteten Anspruch des Hauses Stuart auf Gottesgnadentum und blinde Loyalität aufzuzeigen. Er tat dies, indem er zustimmte, dass solche Schutzmaßnahmen für Staaten erforderlich seien, die von einem absoluten Monarchen regiert werden, doch „glücklicherweise befand sich Großbritannien nicht in einer solchen Lage.“ Dieser Umstand war bedingt durch die Verfassung, die die Rechte der Krone einschränkte, um Freiheit zu garantieren. Auf der anderen Seite gefährdeten private Gerichtsbarkeiten die Freiheit, indem sie die richterliche Autorität einer konstitutionellen Monarchie untergruben.
Georg II. lobte das Gesetz in einer Rede, die auch von Hardwicke geschrieben wurde, und sagte, dass es eine gute Maßnahme wäre, um „die Freiheiten der Menschen dort zu beschützen“. Der Premierminister Henry Pelham betrachtete es als die wichtigste Maßnahme im Umgang mit Jakobitismus in Schottland. Die meisten Bestandteile des Gesetzes wurden bis heute wieder aufgehoben, allerdings stellt ist immer noch fest, dass jeder adelige Titel, der in Schottland nach dem 6. Juni 1747 geschaffen wurde, darf keine Rechte gewähren, die über die eines Verpächters hinausgehen.
Die letzten Überreste feudaler Herrschaft in Schottland wurde durch den Abolition of Feudal Tenure etc. (Scotland) Act 2000, der am 28. November 2004 in Kraft trat, abgeschafft.